# Мухаддис
Мухаддис (араб. محدث‎) — исламский учёный-хадисовед, занимающийся наукой о хадисах и их методологией.

## Деятельность
Мухаддисы собирали изречения пророка Мухаммеда (хадисы), проверяли на достоверность цепочки их передатчиков (равиев) и выясняли обстоятельства того, каким образом то или иное сообщение дошло до них. Выясняя все подробности о хадисах, мухаддисы сами являлись их передатчиками. Каждый мухаддис являлся одновременно и равием, но не каждый рави был мухаддисом.
Родственным понятию мухаддис является «муснид». Мусниды — это передатчики хадисов, которые упоминают цепочки их передатчиков (равиев), но могут не знать дополнительных сведений о них. Мухаддисы знали все эти дополнительные сведения, в результате чего их степень была выше, чем у муснидов. Мухаддиса, который знает наизусть тексты (матны) более ста тысяч хадисов, цепи их передатчиков (иснады); а также личностные качества передатчиков хадисов называют «хранителем» (хафизом). Если хафиз знает более трехсот тысяч хадисов, то его называют «доказательством» (худжей).

## Асхаб ас-Сунан
Составителей сборников хадисов под названием «Сунан», называют асхаб ас-Сунан. К ним относятся: Абу Дауд Сиджистани, Абу Иса ат-Тирмизи, Мухаммад ан-Насаи и Ибн Маджа аль-Казвини, ад-Дарими и ад-Даракутни. Первых четырёх как одних из самых авторитетных авторов «Сунанов» называют асхаб ас-Сунан аль-арбаа.

## Известные мухаддисы
- Мухаммад аль-Бухари
- Муслим ибн аль-Хаджжадж
- Абу Бакр аль-Байхаки
- Ахмад ибн Ханбаль
- Ибн Маджа
- Абу Иса ат-Тирмизи